# Donald Reid Cabral
Donald Reid Cabral, född 9 juni 1923 i Santiago de los Caballeros, Dominikanska republiken, död 22 juli 2006, var en dominikansk militär, politiker och president.
Reid Cabral var ledare för det triumvirat som styrde landet 26 september 1963-25 april 1965 och därmed president under samma period. 